# Sus hysudricus
Sus hysudricus — вид парнопалих ссавців родини свиневих (Suidae). Викопні рештки знайдено в Індії — Пагорби Севалік.